# 巴特勒鎮區 (密蘇里州佩米斯科特縣)
巴特勒鎮區（英語：Butler Township）是位於美國密蘇里州佩米斯科特縣的一個行政鎮區。

## 地方資料
巴特勒鎮區的面積為82.08平方千米，當中陸地面積為74.06平方千米，而水域面積為8.02平方千米。根據2020年美國人口普查的數據，當地共有人口143人，而人口密度為每平方千米1.74人。